# CARTIVATOR
CARTIVATOR（カーティベーター）とは、「モビリティを通じて次代に夢を繋ぐ」ことを使命に、日本発の空飛ぶクルマを開発する有志の活動。

## 概要
2012年に発足し、現在は、2020年のデモフライト実現を目標とする。資金資材の管理及び団体の運営を一般社団法人 CARTIVATOR Resource Managementが担い、活動・開発は若手技術者・ベンチャー関係者を中心とする有志の参加者が推進している。
2017年5月に、トヨタグループ15社より4250万円の支援を受けることが決定した。2018年末までに有人の試作機を完成させる予定。

## 構造
マルチコプターの一種で電動機でプロペラを駆動する。

## 課題
電気エネルギーを使用するので高出力の充電池またはガスタービン発電機が必要。回転翼面荷重が大きいので効率が低い。